# Tamenglong (distrikt)
Tamenglong är ett distrikt i Indien.   Det ligger i delstaten Manipur, i den östra delen av landet, 1 700 km öster om huvudstaden New Delhi. Antalet invånare är 140 651.
Följande samhällen finns i Tamenglong:
- Tamenglong